# Chandragupta Maurya

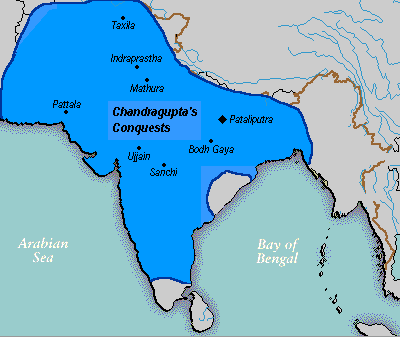
Mauryarikets utsträckning efter Chandraguptas erövringar cirka 300 f.Kr.

Chandragupta Maurya (grekisk namnform Sandrakottos), grundare av Mauryariket i Indien. 
Först var Chandragupta, som var av låg börd, general i armén i riket Magadha. Efter en brytning med kungen i Magadha samlade Chandragupta en egen armé och besegrade sin gamle herre, och återerövrade även en del områden som Alexander den store lagt till sig under sitt härtåg över Indus. De hellenska generaler som behärskade den östra delen av det grekiska Seleukidiska riket slöt slutligen fred med Chandragupta, och denne gifte sig också med en dotter till generalen Seleukos Nikator, samt köpte de återstående hellenska besittningarna i Indusdalen från nämnde Seleukus. Denne sände Megasthenes som sin representant vid Chandraguptas hov.
Huvudstaden i Chandraguptas rike var Pataliputra. Kungens chefsminister och läromästare, Chanakya, författade det kända verket Arthashastra, i vilket omtalas hur ett rike bör styras. Chandraguptas regeringstid antas ha infallit mellan 321 f.Kr. och 296 f.Kr., och han tros ha krönt sig till kung av Magadha senast 312 f.Kr.. Han var farfar till Ashoka.